# Edifício dos Correios de Ferreira do Alentejo
O Edifício dos Correios de Ferreira do Alentejo está situado na vila de Ferreira do Alentejo, no Distrito de Beja, em Portugal.

## Descrição e história
A estação dos correios tem acesso pela Avenida General Humberto Delgado, em Ferreira do Alentejo.
No jornal Album Alentejano, de 1931, refere-se que a vila de Ferreira do Alentejo possuía uma estação telegráfica postal. Em 1947, a empresa dos Correios, Telégrafos e Telefones inaugurou uma nova estação em Ferreira do Alentejo, segundo o relatório sobre aquele ano, publicado em 1949. No entanto, as obras só foram oficialmente terminadas em 1949. A construção do novo posto foi supervisionada pela Delegação nas Obras dos Edifícios dos Correios, Telégrafos e Telefones, no âmbito da Base XIV da Lei n.º 1959.
Em Agosto de 2015, o governo instalou um espaço Loja do Cidadão na estação de Correios de Ferreira do Alentejo.
Em Fevereiro de 2018, o Partido Comunista Português organizou uma série de manifestações em frente às estações de correio em diversos pontos do país, incluindo Ferreira do Alentejo, contra a decisão da empresa CTT Correios de Portugal de encerrar um grande número de lojas. A estação de Ferreira não foi abrangida pela medida da empresa, embora tenham sido encerradas vários postos nos concelhos em redor, como Aljustrel e Alvito.